# 湧水ふるさとバス
湧水ふるさとバス（ゆうすいふるさとバス）は、鹿児島県姶良郡湧水町のコミュニティバスである。

## 概要
路線は土日祝日と長期休み期間中(春・夏・冬休み)に運行される観光周りの1路線のみ。

## 沿革
- 2000年4月 - 旧栗野町内循環バス「栗野町ふるさとバス」運行開始。
- 2005年3月 - 旧栗野町と旧吉松町の新設合併に伴い、栗野町ふるさとバスを湧水ふるさとバスとして引き継ぐ。
- 2023年3月 - 車社会の定着化や人口減少等による利用者減少のため観光周り以外の路線を廃止

## 運賃・委託先
- 運賃 - 大人（高校生以上）200円、中学生以下無料（RapiCa・いわさきICカードともに利用可）
ふるさとバス区間のみのバス定期券も発行できるがSUNQパスは利用できない。
- 運行委託 - 南国交通

## 運行本数・運休日
観光回り
【運行本数】
- 土曜・日曜・祝祭日と夏休み・冬休み・春休み期間中：1日4便
- 夏休み・冬休み・春休み以外の平日は運休

## 路線
観光回り（栗野岳・アートの森・丸池方面）
いきいきセンターくりの郷→(吉松駅→竹中池公園)→栗野駅→栗野岳温泉→栗野岳展望台→霧島アートの森→丸池(栗野駅)→(吉松駅→竹中池公園)→いきいきセンターくりの郷
- 吉松駅・竹中池公園は一部便のみ停車。

## 過去の路線
- 主な停留所のみ記している。
- これらの路線はタクシー券助成制度の開始とスクールバス化により、2023年3月末で廃止された。

西回り（植村・御前野・幸田・坂元方面）
いきいきセンターくりの郷→湧水町役場栗野庁舎→栗野駅→湧水町役場栗野庁舎→いきいきセンターくりの郷→川原田→植村公民館→植村→御前野→竹迫→JA幸田支所→幸田頭→幸田南→川南→大王→坂元→いきいきセンターくりの郷→湧水町役場栗野庁舎→栗野駅→湧水町役場栗野庁舎→いきいきセンターくりの郷
【運行本数】
- 夏休み・冬休み・春休み以外の平日：1日3便/夏休み・冬休み・春休みと土曜・日曜・祝祭日：1日4便

北回り（綾織・北方方面/田尾原・稲葉崎・轟方面）
いきいきセンターくりの郷→湧水町役場栗野庁舎→栗野駅→森林組合→綾織→堂ノ上→北方コミュニティーセンター→彦崎公民館→本村公民館→栗野三文字→いきいきセンターくりの郷→湧水町役場栗野庁舎→栗野駅→湧水町役場栗野庁舎→栗野三文字→本村→田尾原公民館→稲葉崎公民館→稲葉崎→広田公民館→轟集会所→植村→植村公民館→川原田→いきいきセンターくりの郷→湧水町役場栗野庁舎→栗野駅→湧水町役場栗野庁舎→いきいきセンターくりの郷
【運行本数】
- 夏休み・冬休み・春休み以外の平日：1日3便/夏休み・冬休み・春休みと土曜・日曜・祝祭日：1日4便

東回り（長谷・栗野岳・アートの森・竹田方面）
いきいきセンターくりの郷→湧水町役場栗野庁舎→栗野駅→JA栗野支所→栗野小学校→栗野中学校→長谷下→長谷上→桜ヶ岡→十三塚→栗野岳温泉→栗野岳展望台→霧島アートの森→日添→北平→竹田集会所→緑の画廊→長谷集会所→長谷下→栗野中学校→栗野小学校→JA栗野支所→栗野駅→湧水町役場栗野庁舎→いきいきセンターくりの郷
【運行本数】
- 夏休み・冬休み・春休み以外の平日：1日3便/夏休み・冬休み・春休みと土曜・日曜・祝祭日：1日4便

南回り（老谷・上場・会田・大迫方面）
いきいきセンターくりの郷→湧水町役場栗野庁舎→栗野駅→JA栗野支所→栗野小学校→栗野中学校→三日月池→野中田→老谷前→桃山→越ヶ谷→吉原→佃→水窪→上場小学校→上場団地→グリーン光芳前→馬場迫公民館→別府→会田→坂元公民館→大迫→山崎→栗野駅→湧水町役場栗野庁舎→いきいきセンターくりの郷
南回り
【運行本数】
- 夏休み・冬休み・春休み以外の平日：1日3便/夏休み・冬休み・春休みと土曜・日曜・祝祭日：1日4便

北西回り（綾織・北方・轟・幸田方面）
いきいきセンターくりの郷→湧水町役場栗野庁舎→栗野駅→JA栗野支所→栗野小学校→（栗野幼稚園→）栗野中学校→綾織→堂ノ上→北方コミュニティーセンター→彦崎公民館→田尾原→轟集会所→御前野→竹迫→JA幸田支所→川南→大王→坂元→いきいきセンターくりの郷→湧水町役場栗野庁舎→栗野駅→（JA栗野支所→栗野小学校→栗野幼稚園→栗野中学校→森林組合→）湧水町役場栗野庁舎→いきいきセンターくりの郷
【運行本数】
- 夏休み・冬休み・春休み以外の平日：1日5便
- 夏休み・冬休み・春休みと土曜・日曜・祝祭日は運休

南東回り（長谷・栗野岳・老谷・上場・米永方面）
いきいきセンターくりの郷→湧水町役場栗野庁舎→栗野駅→JA栗野支所→栗野小学校→（栗野幼稚園→）栗野中学校→長谷前→桜ヶ岡→緑の画廊→竹田集会所→老谷前→佃→水窪→上場小学校→上場団地→グリーン光芳前→馬場迫公民館→別府→会田→坂元公民館→大迫→山崎→栗野駅→（JA栗野支所→栗野小学校→栗野幼稚園→栗野中学校→森林組合→）湧水町役場栗野庁舎→いきいきセンターくりの郷
南東回り
【運行本数】
- 夏休み・冬休み・春休み以外の平日：1日5便
- 夏休み・冬休み・春休みと土曜・日曜・祝祭日は運休

外回り（吉松方面）
いきいきセンターくりの郷→湧水町役場栗野庁舎→丸池タウン→綾織→川添郵便局→吉松小学校→湧水町役場吉松庁舎→吉松駅→レイルタウン→シルバーケアセンター→中野公民館→般若寺→鶴丸→物産館→麓→刑務所宿舎→清滝神社→沢原→坂口→楠辺→坂口→刑務所官舎→高速バス停→古川→川添郵便局→永山→吉松中学校→堀ノ原→レイルタウン→吉松駅→湧水町役場吉松庁舎→吉松小学校→川添郵便局→綾織→丸池タウン→湧水町役場栗野庁舎→いきいきセンターくりの郷
外回り
【運行本数】
- 夏休み・冬休み・春休み以外の平日：（くりの郷発着/1日3便）（吉松庁舎→くりの郷/1日1便）
- 夏休み・冬休み・春休みと土曜・日曜・祝祭日：1日4便

内回り（吉松方面）
（くりの郷→吉松庁舎）：いきいきセンターくりの郷→（外回りと同じ順序）→湧水町役場吉松庁舎→レイルタウン→般若寺→鶴丸→物産館→麓→刑務所宿舎→清滝神社→沢原→刑務所宿舎→高速バス停→古川→川添郵便局→永山→吉松中学校→吉松駅→湧水町役場吉松庁舎
（吉松庁舎→くりの郷）：湧水町役場吉松庁舎→レイルタウン→般若寺→鶴丸→物産館→麓→刑務所宿舎→清滝神社→沢原→刑務所宿舎→高速バス停→古川→川添郵便局→永山→吉松中学校→吉松駅→湧水町役場吉松庁舎→（外回りと同じ順序）→いきいきセンターくりの郷
【運行本数】
- 夏休み・冬休み・春休み以外の平日：（くりの郷→吉松庁舎/1日2便）（吉松庁舎→くりの郷/1日1便）
- 夏休み・冬休み・春休みと土曜・日曜・祝祭日は運休

## 車両
- 日野リエッセII

通常はいきいきセンターくりの郷構内が夜間の駐在箇所となる専用車が担当している。点検等で離脱する場合は空港自動車営業所のコミュニティバス予備車が代走を務める。